# Markuskyrkan i Venedig

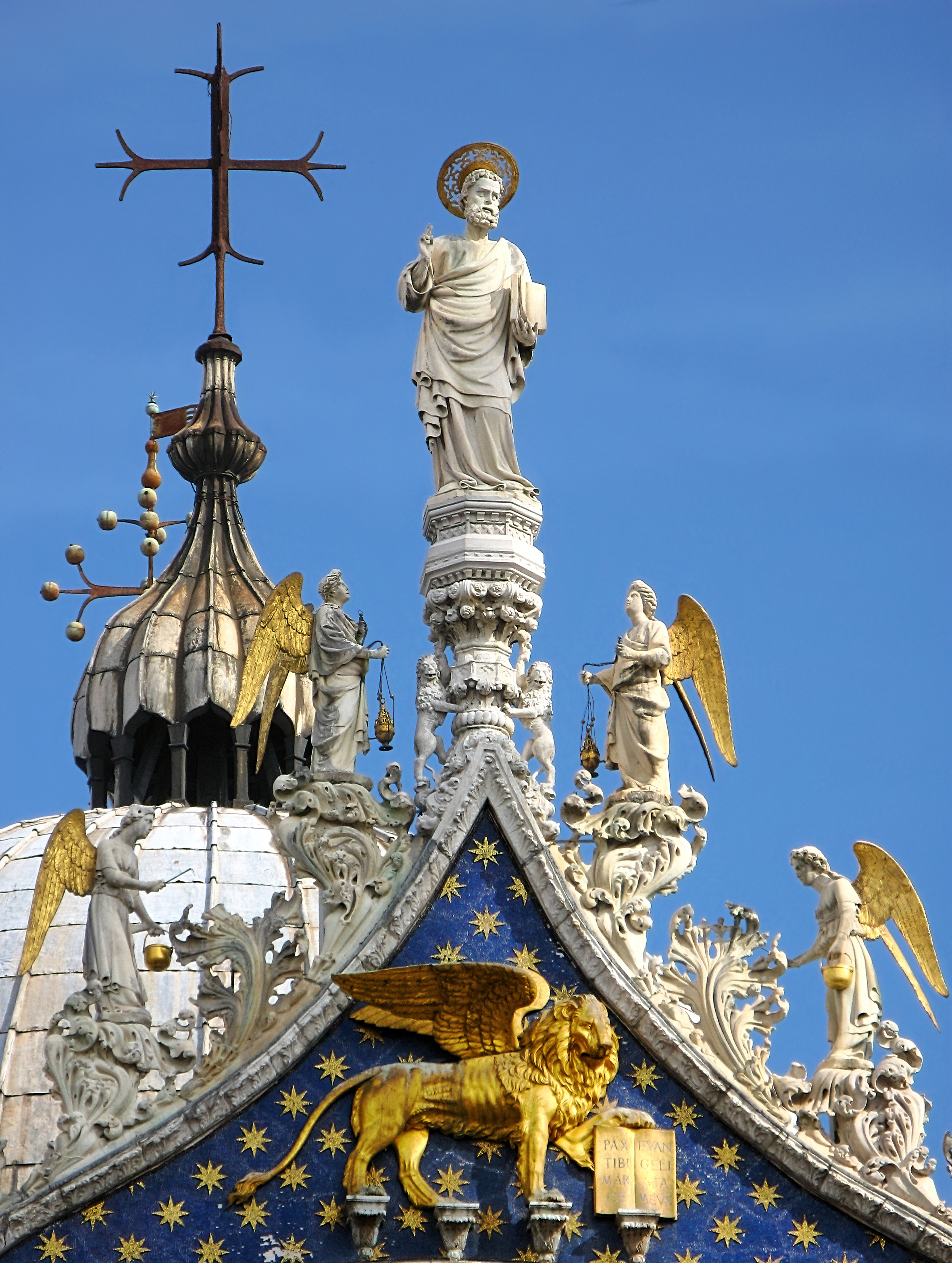
En detalj från taket.

Markuskyrkan i Venedig (italienska Basilica di San Marco a Venezia) är Venedigs katedral, säte för den romersk-katolske patriarken av Venedig, och känd för sin bysantinska stil. På grund av mängden guld som kyrkan utsmyckats med kallas den även Chiesa d'Oro (Guldkyrkan).
Nuvarande kyrkobyggnad invigdes den 8 oktober 1094, men den är uppförd på samma plats som en äldre byggnad vilken uppfördes på dogens palats. Enligt legenden grundades denna 828 efter att venetianska handelsmän stulit evangelisten Markus reliker från Alexandria; därför är också kyrkan helgad åt denne. Nuvarande kyrkobyggnad påbörjades på initiativ av Domenico I Contarini.
Sedan 1254 pryds exteriören av de antika bronsstatyerna Triumphal Quadriga eller Sankt Markus hästar. Interiören har mosaiker i taket.
I katedralen utvecklades under renässansen den så kallade Venedigskolan genom kapellmästaren Adrian Willaerts nya sätt att använda polyfon körteknik. Claudio Monteverdi har varit verksam som musikalisk ledare där.

## Se även

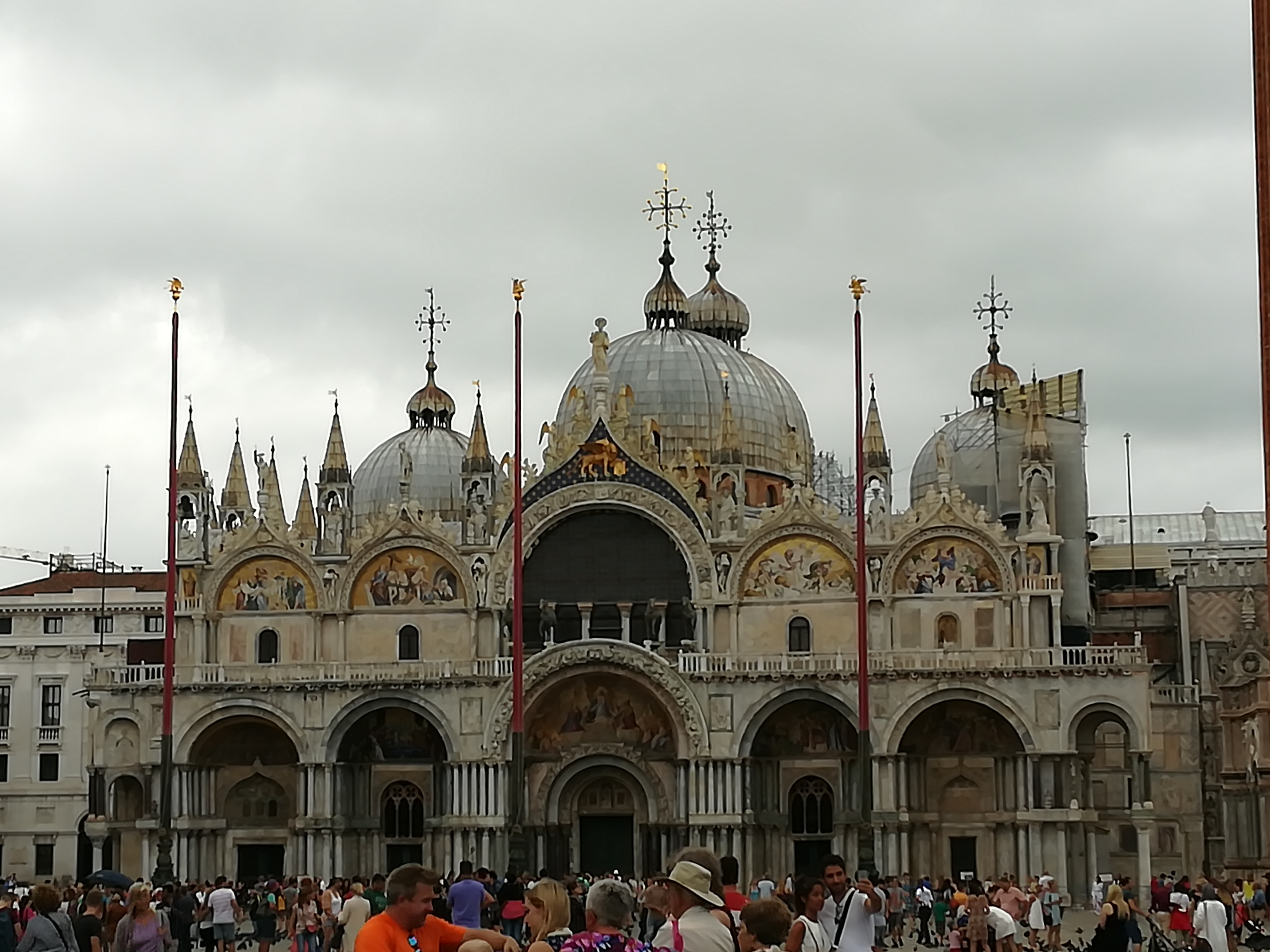
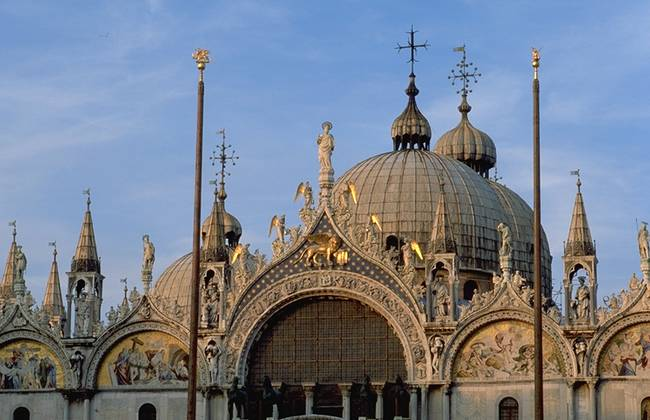
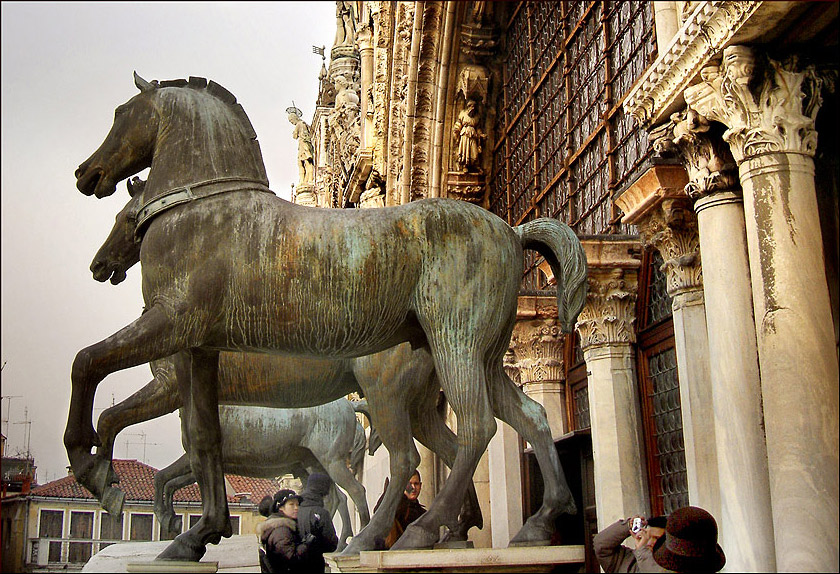
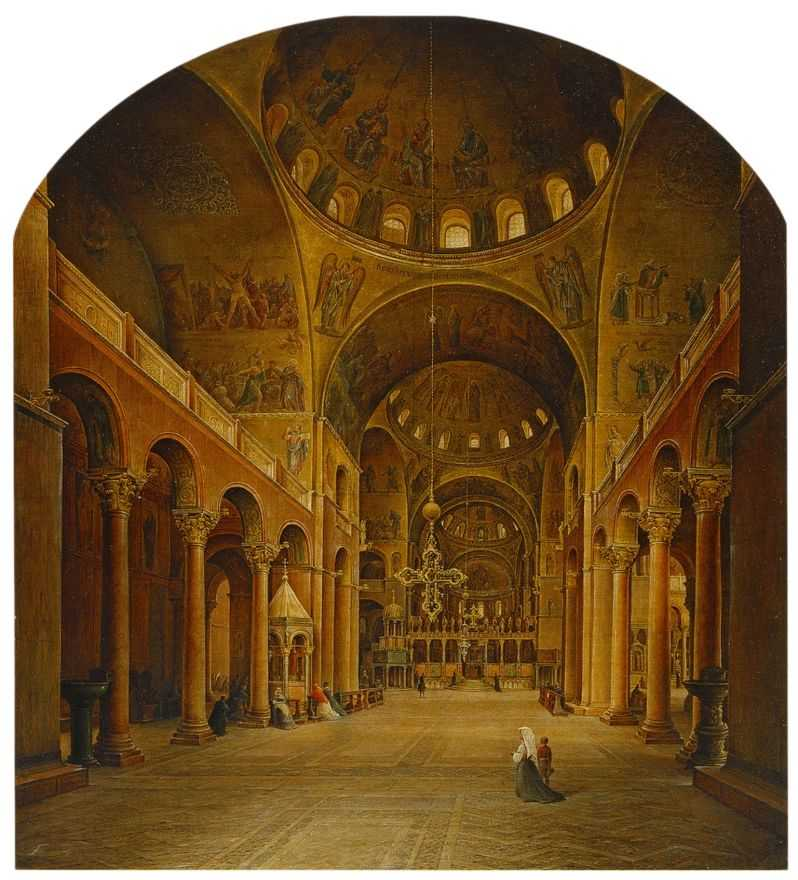
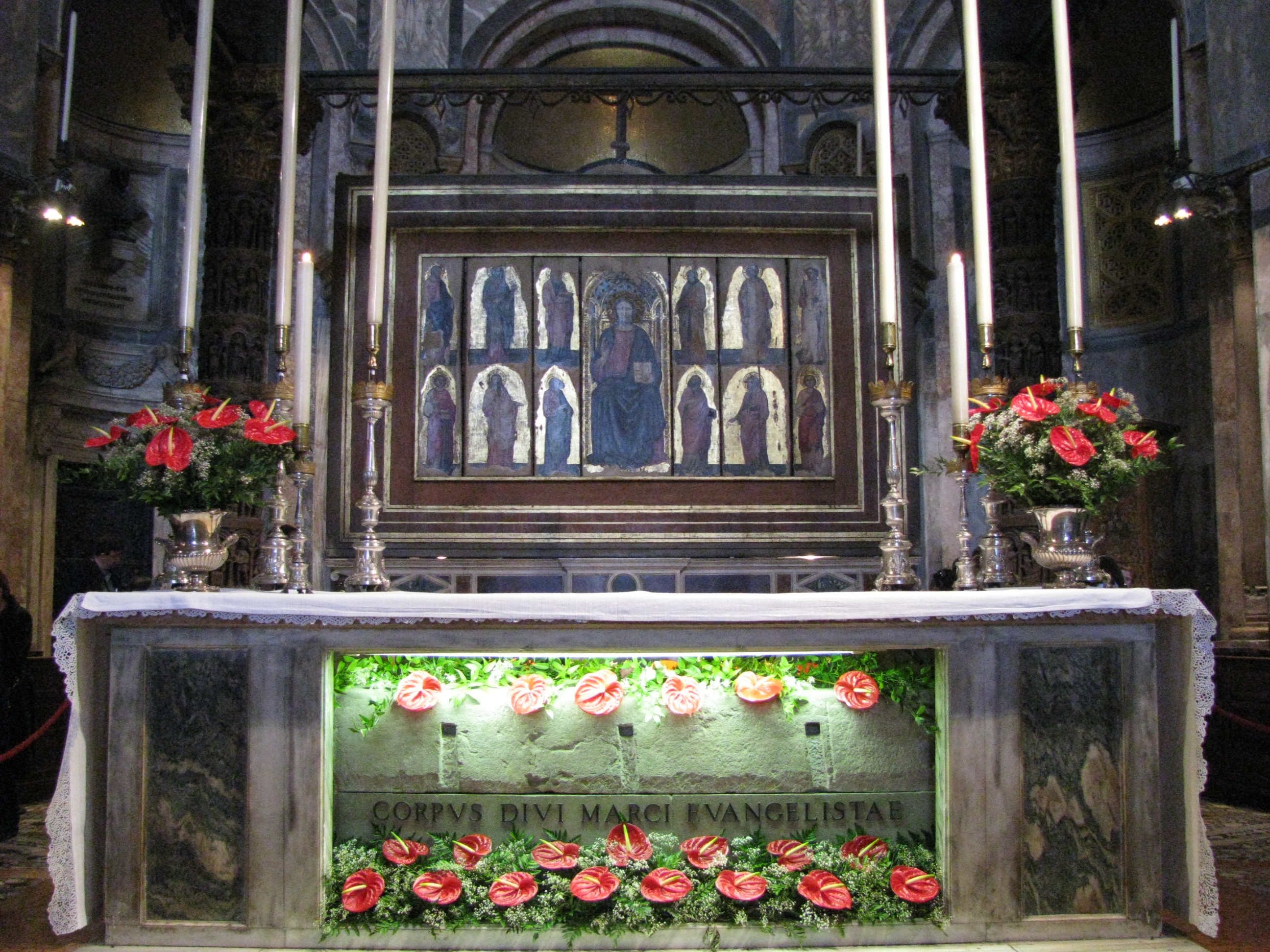
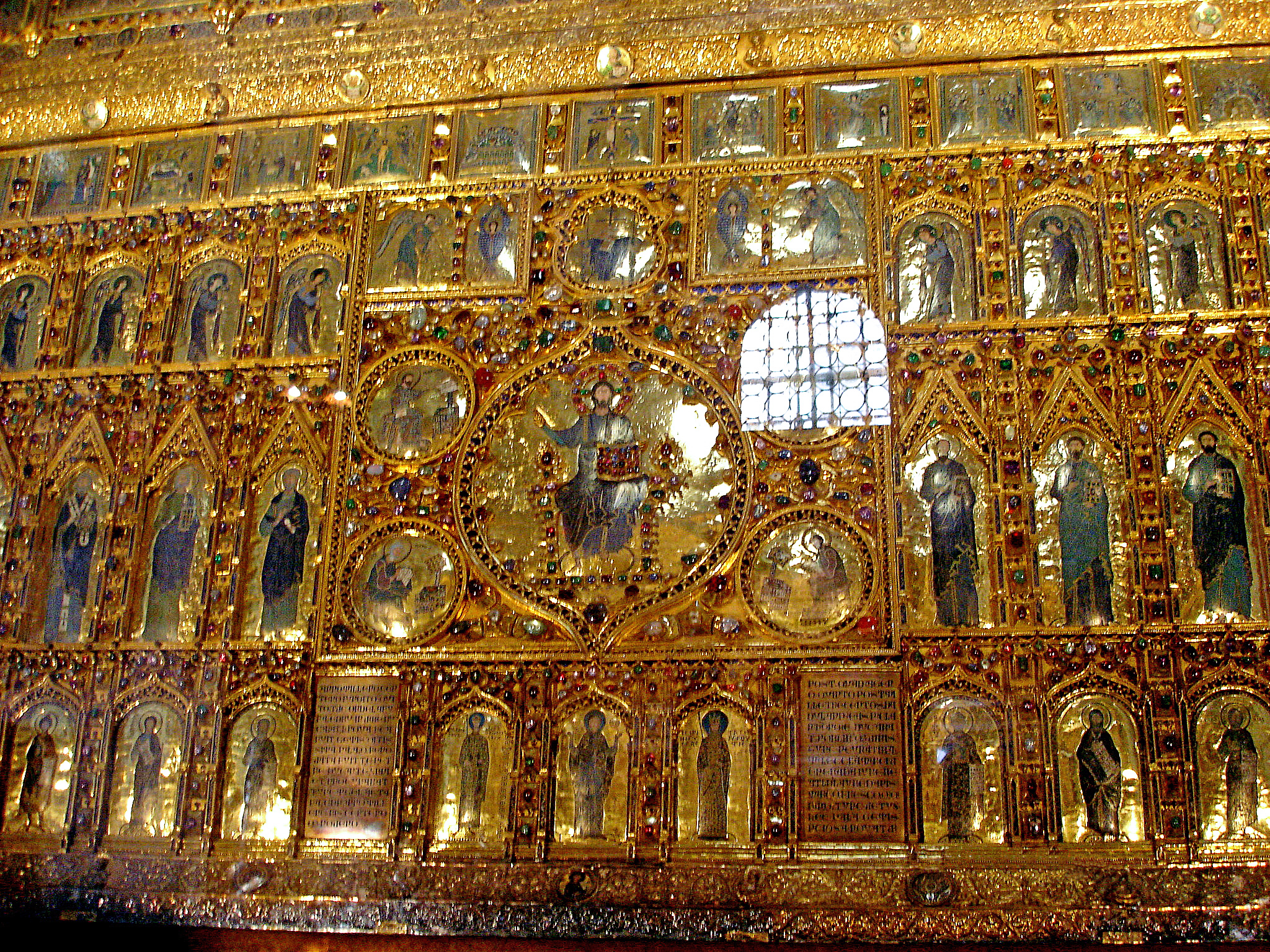
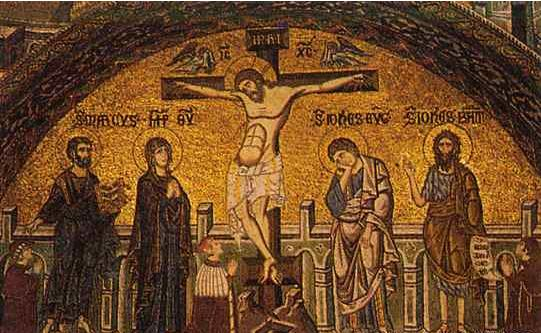
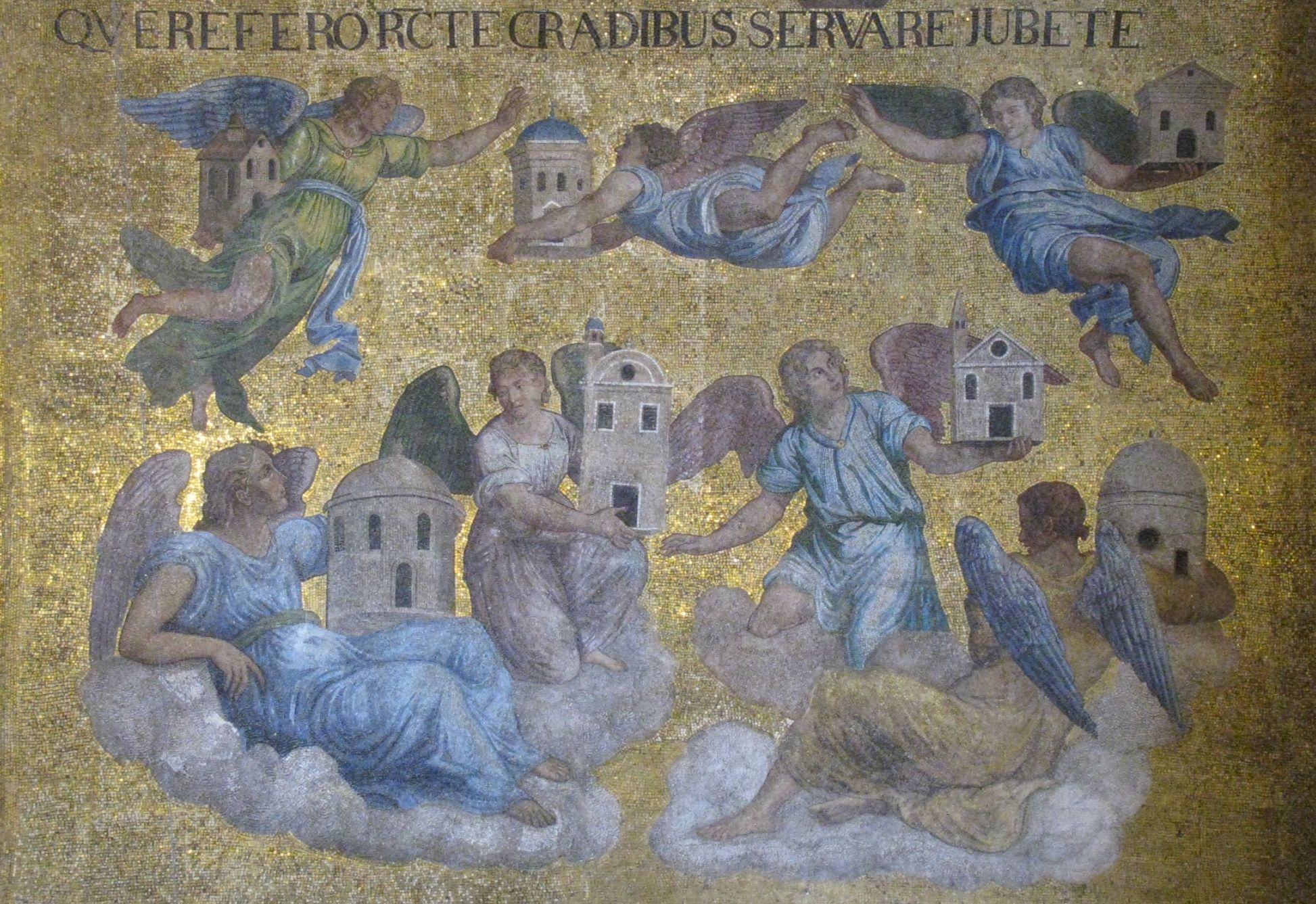